# Rafle de Dijon (1944)
La principale rafle de Dijon est une rafle antisémite perpétrée sous l'autorité du régime de Vichy qui se déroula du 21 au 26 février 1944 à Dijon (Côte-d'Or).
87 personnes, hommes, femmes et enfants, sont arrêtées et déportées de Drancy vers Auschwitz. Seuls deux survivants de ce groupe ont été identifés. L'école Jules-Ferry, située rue Docteur-Tarnier, porte le nom de Paulette Lévy depuis 2014.
Elle fait suite à deux autres rafles qui avaient eu lieu en 1942.

## Histoire

### La rafle du 26 février 1942
Le 26 février 1942, lors de la seconde guerre mondiale, la police allemande arrête 11 juifs à Dijon. Ils seront ensuite déportés et exécutés dans des centres d’extermination nazis.

### La rafle des 12 et 13 juillet 1942
Une autre rafle de juifs étrangers réfugiés à Dijon a lieu les 12 juillet 1942 et 13 juillet 1942. 21 personnes sont détenues pendant ces deux jours à l'Hôtel de ville de Dijon. De la Gare de Dijon-Ville, elles sont transférées au camp de Pithiviers, puis déportées à Auschwitz, par le Convoi no 6, en date du 17 juillet 1942.

### La rafle de février 1944
La rafle dite « rafle de Dijon » est donc la troisième durant la Seconde Guerre mondiale. Elle a lieu du 21 au 26 février 1944. 
87 personnes, hommes, femmes et enfants, sont arrêtées et emmenées dans l'école Jules-Ferry, rue Jean Jaurès, à Dijon. Elles sont déportées par le Convoi no 69, en date du 7 mars 1944, de Drancy vers Auschwitz. Seuls deux survivants ont pu être identifié: Paulette Lévy,, et Gilbert Cahn, sorti de l'oubli en 2025. 
L'école Jules-Ferry, située rue du docteur Tarnier, porte le nom de Paulette Lévy depuis 2014,.